# Jakub Mirosław
Jakub Mirosław (ur. 8 sierpnia 2000 r. w Bierutowie) – polski niepełnosprawny lekkoatleta specjalizujący się w pchnięciu kulą. Występuje w klasyfikacji F37.

## Życiorys
W 2018 na mistrzostwach Europy w Berlinie w zawodach w pchnięciu kulą (F37) zajął szóste miejsce, uzyskując odległość 11,01 metrów.
Rok później podczas mistrzostw świata w Dubaju zajął ósme miejsce w tej samej konkurencji, poprawiając swój rekord życiowy o ponad pół metra.

## Wyniki
| Rok  | Zawody             | Miejscowość | Konkurencja          | Wynik | Pozycja    |
| ---- | ------------------ | ----------- | -------------------- | ----- | ---------- |
| 2018 | Mistrzostwa Europy | Berlin      | Pchnięcie kulą (F37) | 11,01 | 6. miejsce |
| 2019 | Mistrzostwa świata | Dubaj       | Pchnięcie kulą (F37) | 13,33 | 8. miejsce |